# Batak (Bulgarien)

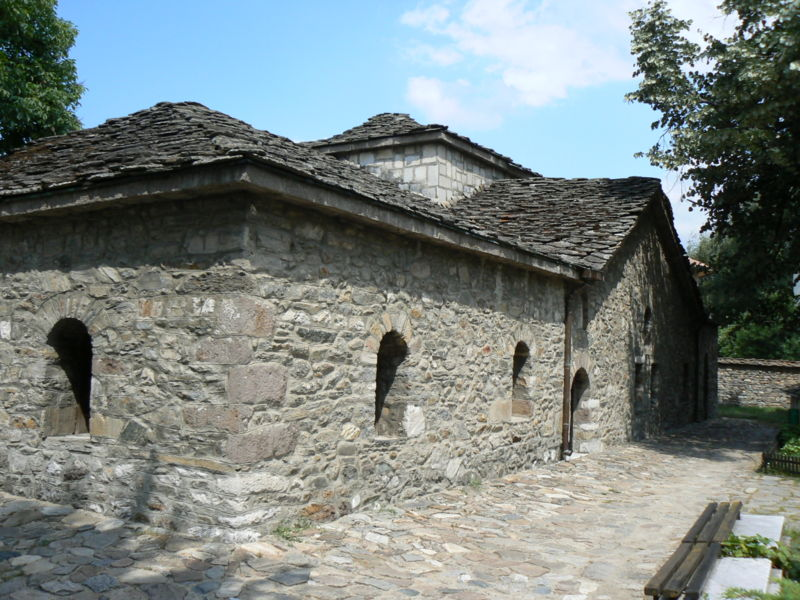
Kirche Sweta Nedelja

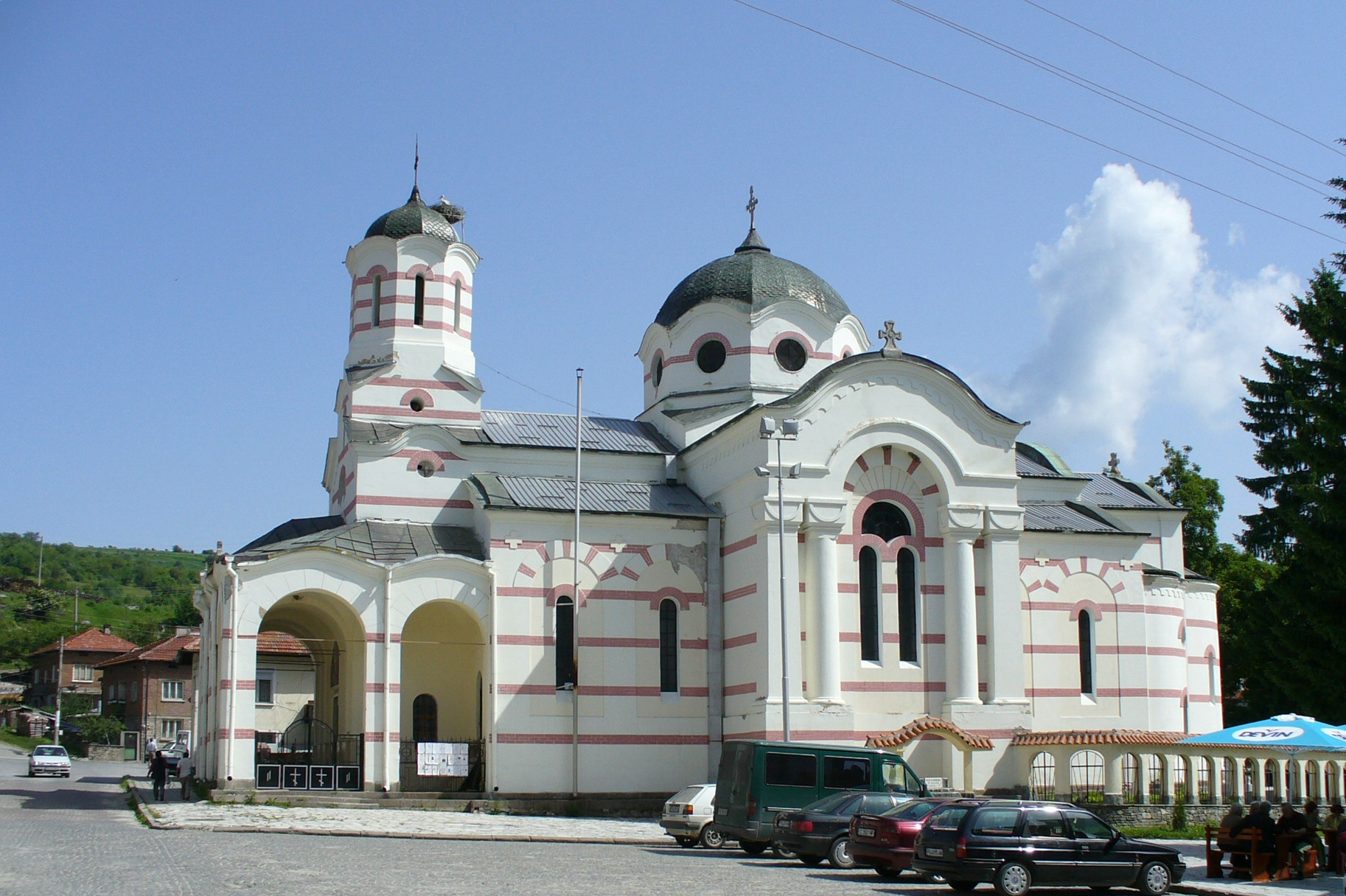
Kirche im Zentrum

Batak [bɐˈtak] (bulgarisch: Батак) ist eine Stadt im Süden von Bulgarien, in der Nähe von Peschtera.

## Lage
Die Stadt liegt in den Rhodopen in einer Höhe von 1100 Metern etwa 32 Kilometer südlich von Pasardschik. Durch Batak führt die Straße Ii-37.

## Geschichte
Während der hellenistischen und römischen Zeit wurde die Gemarkung von Batak vom thrakischen Stamm Bessi bewohnt. Im 6. und 7. Jahrhundert ließen sich in den Rhodopen die Slawen nieder. Später, zur Zeit des bulgarischen Khans Krum befand sich die Grenze Bulgariens südlich von Batak. Ab Ende des 14. Jahrhunderts wurden die Rhodopen von den Türken beherrscht. Der Name der Stadt Batak wurde erstmals im 16. Jahrhundert erwähnt.
In Batak entwickeln sich die Holzgewinnung und Holzbearbeitung, der Handel, verschiedene Handwerke, und die Bildung und Kultur blühen auf. Im Jahre 1813 wurde die Kirche Sweta Nedelja (die heutige historische Kirche) gebaut, und 1835 wurde die Schule „Kyrill und Method“ eröffnet.
Im Jahr 1876 kam es während des Aprilaufstands gegen die osmanische Herrschaft zum Massaker von Batak. Nahezu die gesamte Bevölkerung wurde umgebracht. Batak wurde infolgedessen in Bulgarien zu einem zentralen Ort des Gedenkens an den bulgarischen Freiheitskampf gegen die Türken.
Am Septemberaufstand von 1923 beteiligte sich die Bevölkerung Bataks mit einer aufständischen Abteilung und zog die Grenzsoldaten im Bezirk Newrokop, dem heutigen Goze Deltschew, auf ihre Seite.
Seit 2008 ist die Stadt Namensgeber für den Batak Point, einer Landspitze von Smith Island in der Antarktis.

## Staubecken und Wasserkraftwerke
Nach dem Bau des Bataker Wasserkraftwerkes (1953–1959), des größten Bauvorhabens des 2. und 3. Fünfjahrplans, hatte sich die Stadt und ihre Umgebung völlig umgewandelt. So entstanden nacheinander die Staubecken Wassil Kolarow, Batak, Schiroka Poljana, Beglika und Toschkow Tschark. Fertig ist auch das erste bulgarische unterirdische Wasserkraftwerk Batak, dem Peschtera, Aleko und andere folgten.

## Tourismus
Batak ist ein beliebter Erholungsort mit zahlreichen Unterkunftsmöglichkeiten. An den Ufern der Talsperren entstehen immer neue Erholungsheime und touristische Komplexe sowie Privatvillen. In den Erholungsheimen verbringen jedes Jahr tausende, meist bulgarische Touristen ihren Urlaub.
Der 2082 Meter hohe Bataker Schneeberg (Bataški Snežnik) in den Rhodopen ist ein beliebtes Wanderziel.

## Söhne der Stadt
- Ilija Balinow (* 1966), österreichischer Großmeister im Schach bulgarischer Herkunft
- Angel Marin (* 1942), von 2002 bis 2012 Vizepräsident Bulgariens